# سیارک ۲۴۲۸۰
سیارک ۲۴۲۸۰ (به انگلیسی: 24280 Rohenderson، نامگذاری:1999XE172) بیست و چهار هزار و دویست و هشتادمین سیارک کشف شده‌است که در ۱۰ دسامبر ۱۹۹۹ کشف شد.
قدر مطلق سیارک برابر ۱۹.۵ است.